# 斯托克斯位移

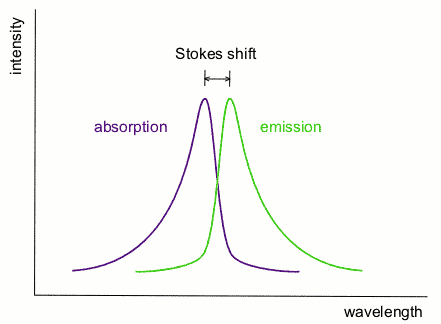
紫色的为吸收光谱，绿色的为发射光谱

斯托克斯位移（位移）是相同电子跃迁在吸收光谱和发射光谱中最強波长间的差值（如在荧光光谱、拉曼光谱中）。名称来源于爱尔兰物理学家乔治·加布里埃尔·斯托克斯。
理想情况下，分子荧光光谱应是其吸收光谱的镜像，但实际情况下荧光波长通常是向长波方向移动，最大荧光波长与最大吸收波长之间的差即称为斯托克斯位移。斯托克斯位移的产生可以归结到很多因素上，较常见的有：
- 内转换（internal conversion）：电子在相同的重态中从某一能级的低能态按水平方向跃迁至下一能级的高能级，能态不发生变化；
- 振动弛豫（Vibrational energy relaxation）：
- 溶剂弛豫（solvent relaxation）：发射前溶剂分子的重新排列致使激发态能量下降。